# Abbeyleix
Abbeyleix (Mainistir Laoise en irlandais, abbaye du Laois) est une ville du comté de Laois en Irlande.
La ville est située à 14 km au sud de Portlaoise.
La ville d'Abbeyleix comptait 1 897 habitants en 2022.

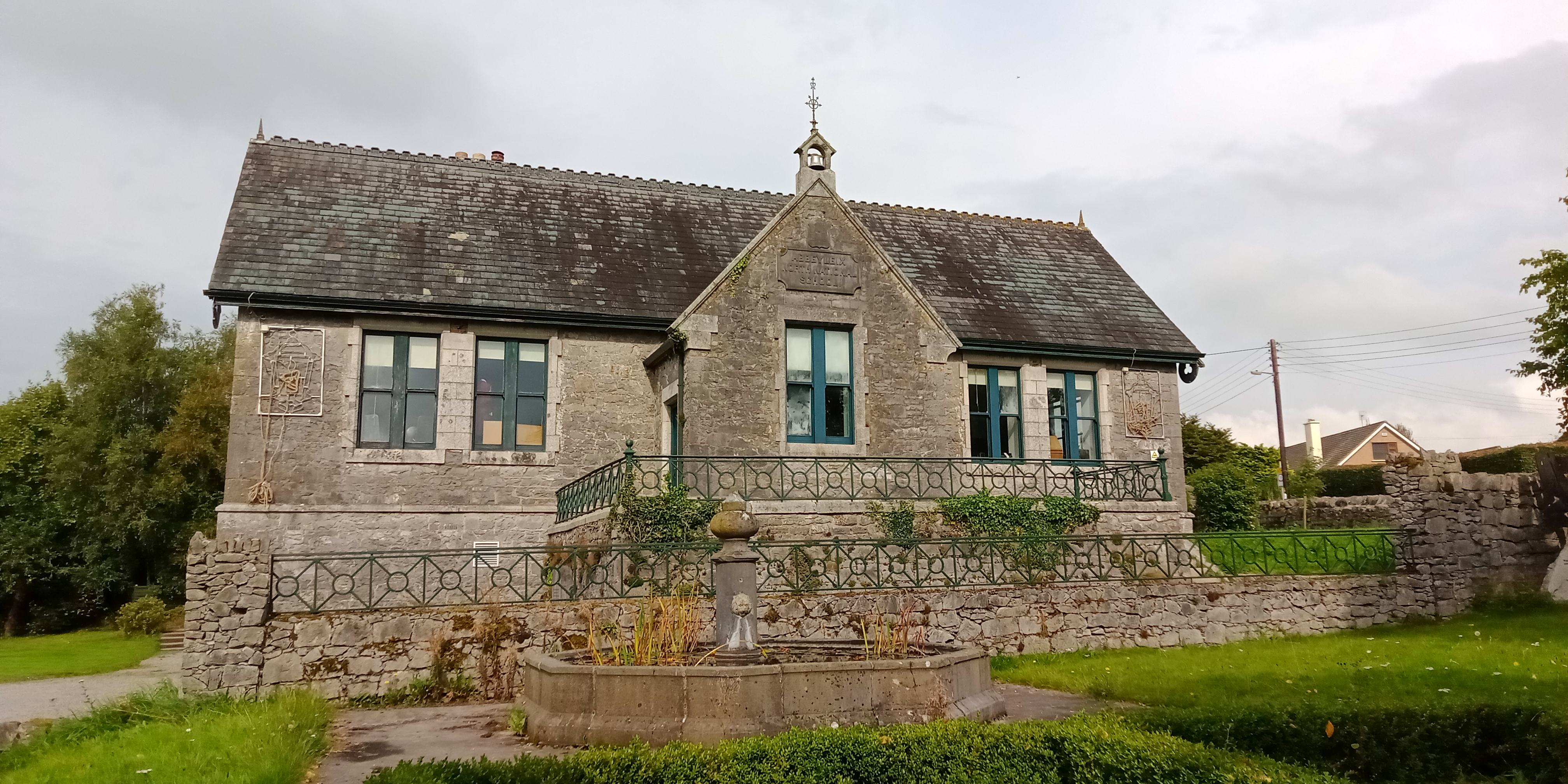
Heritage House.

La Maison du Patrimoine (Heritage House) est située dans l'ancienne école de garçons du nord d'Abbeyleix. Inaugurée en 1997, elle abrite un musée consacré à l'histoire et à la culture locales d'Abbeyleix et du comté de Laois.

## Personnalités
- Sarah Venie Barr (1875-1947), femme politique et militante de la communauté irlandaise, née à Abbeyleix.

## Jumelages
Fougerolles-du-Plessis (France) depuis 1995.

## Articles liés
- Abbaye d'Abbeyleix
- Liste des villes de la république d'Irlande